# Barschichthys
Barschichthys ruedersdorfensis è un piccolo pesce osseo estinto appartenente ai teleosteomorfi. Visse nel Triassico medio (Anisico inferiore, circa 244 milioni di anni fa) e i suoi resti fossili sono stati ritrovati in Germania. 

## Descrizione
Barschichthys era un pesce di piccole dimensioni, con una lunghezza totale di circa 80 mm. Presentava un tetto cranico unico, privo della regione nasale triangolare tipica della maggior parte dei teleosteomorfi triassici. Il margine anteriore della placca del tetto cranico era espanso e lobato, conferendo un aspetto distintivo al cranio. Il profilo anterodorsale della testa era dolcemente arrotondato.
Erano presenti extrascapolari laterali sinistro e destro, oltre a un singolo extrascapolare mediano. Le extrascapolari non mostravano il caratteristico "roll-over" anteriore tipico dei folidoforidi. La regione anterodorsale del posttemporale era posizionata medialmente. Una grande placca suborbitale di forma rettangolare era presente. La lama mascellare si espandeva posteriormente.
La mascella superiore possedeva una piccola supramaxilla 1 e una supramaxilla 2 molto più grande, che copriva gran parte del margine dorsale della mascella. La mandibola era lunga, leggermente protrusa anteriormente, con l'articolazione per il quadrato situata posteriormente rispetto al margine posteriore dell'orbita. Il tetto cranico era ricoperto da tubercoli di ganoina di diverse dimensioni, mentre supramaxilla, mascella e mandibola presentavano creste longitudinali di ganoina.
Le scaglie ganoidi della parte anteriore del corpo mostravano poche seghettature sul margine posteriore. Vi era una marcata differenza di dimensione tra la fila di scaglie della linea laterale e le file dorsali, con una leggera diminuzione di grandezza tra la fila della linea laterale e le due file ventrali successive. Le scaglie situate al di sotto delle cinture pettorali e delle pinne erano di forma ovale o simili a scudi.

## Classificazione
Barschichthys ruedersdorfensis venne descritto per la prima volta nel 2024, sulla base di esemplari trovati nella miniera a cielo aperto di Rüdersdorf, situata a circa 25 km a est del centro di Berlino, in Germania. I fossili sono stati rinvenuti in sedimenti risalenti all'inizio del Triassico medio, precisamente all'Anisico inferiore (Muschelkalk medio). Secondo gli autori dello studio, Barschichthys è ascrivibile a una famiglia a sé stante (Barschichthydae), nell'ambito dei Teleosteomorpha. È considerato uno dei più antichi teleosteomorfi noti.
Il nome del genere e della specie sono dedicati a Enrico Barsch, che fin da giovane (circa 15 anni) iniziò a raccogliere fossili nella miniera di Rüdersdorf, caratterizzata da esemplari rari ma ben conservati in una roccia dura e difficile da lavorare. Dopo anni di ricerche e meticoloso lavoro, Barsch ha raccolto un'importante collezione e ha donato parte dei reperti al Museo di Storia Naturale di Berlino.